# طقوس المغرفة (أرمينيا)
طقوس المغرفةمن القرون ال15-14 قبل الميلاد، تم اكتشافها في أرمينيا مع مقبض طويل مزخرف. يتم الاحتفاظ بها في متحف تاريخ أرمينيا تحت رقم 2007-3.

## الوصف
طقوس المغرفة عبارة عن قطعة أثرية برونزية مقاس 52 × 20.5 سم. ومقبض طويل وهي مزينة بقطع على شكل إسفين ينتهي برسم منحوت لطائر يجلس في نهاية العجلة. ويتم تمييز ريش الطائر بقطع مستطيلة. تم العثور على مغرفة الطقوس في ضريح داخل وعاء من البرونز.